# Cerkiew Przemienienia Pańskiego w Zielenogradsku
Cerkiew pod wezwaniem Przemienienia Pańskiego – prawosławna cerkiew parafialna w Zielenogradsku, w dekanacie nadmorskim eparchii kaliningradzkiej Rosyjskiego Kościoła Prawosławnego.

## Położenie
Cerkiew znajduje się przy ulicy Moskiewskiej.

## Opis
Dawny kościół luterański pod wezwaniem św. Wojciecha, wzniesiony w latach 1896–1897 na potrzeby powstałej w 1877 r. parafii w Krancu. Budowla ceglana, w stylu neogotyckim, z 42-metrową wieżą od północy i prezbiterium od południa. Po wschodniej stronie kościoła zbudowano plebanię. W kościele znajdowały się organy. Dzwonnica była wyposażona w 3 dzwony, zarekwirowane przez wojsko niemieckie w czasie I wojny światowej. W okresie międzywojennym odlano nowe dzwony, ufundowane przez parafian i Adolfa von Batotzky’ego. Podczas II wojny światowej kościół nie doznał zniszczeń, jednak po włączeniu miasta do ZSRR został zamknięty dla celów kultowych. W obiekcie urządzono salę sportową, a później magazyn.
Decyzją władz obwodu królewieckiego z 23 marca 2007 r. budynek kościelny zyskał status zabytku kulturowego o znaczeniu regionalnym, natomiast plebania – zabytku kulturowego o znaczeniu lokalnym.
19 sierpnia 2007 r. obiekt wyświęcił – jako cerkiew prawosławną pod wezwaniem Przemienienia Pańskiego – metropolita smoleński i kaliningradzki Cyryl. W późniejszym czasie cerkwi nadano tytuł soboru.

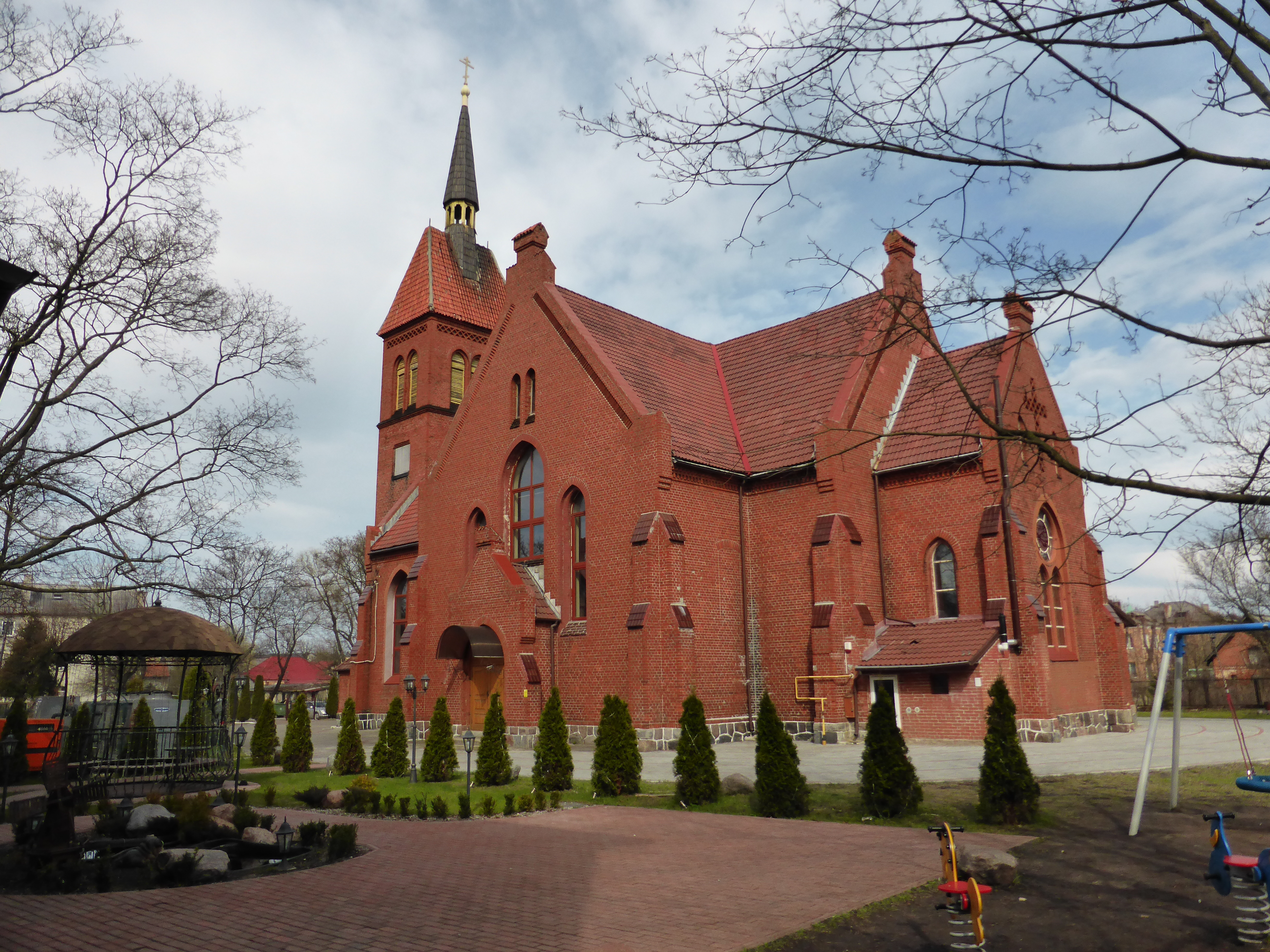
Widok ogólny
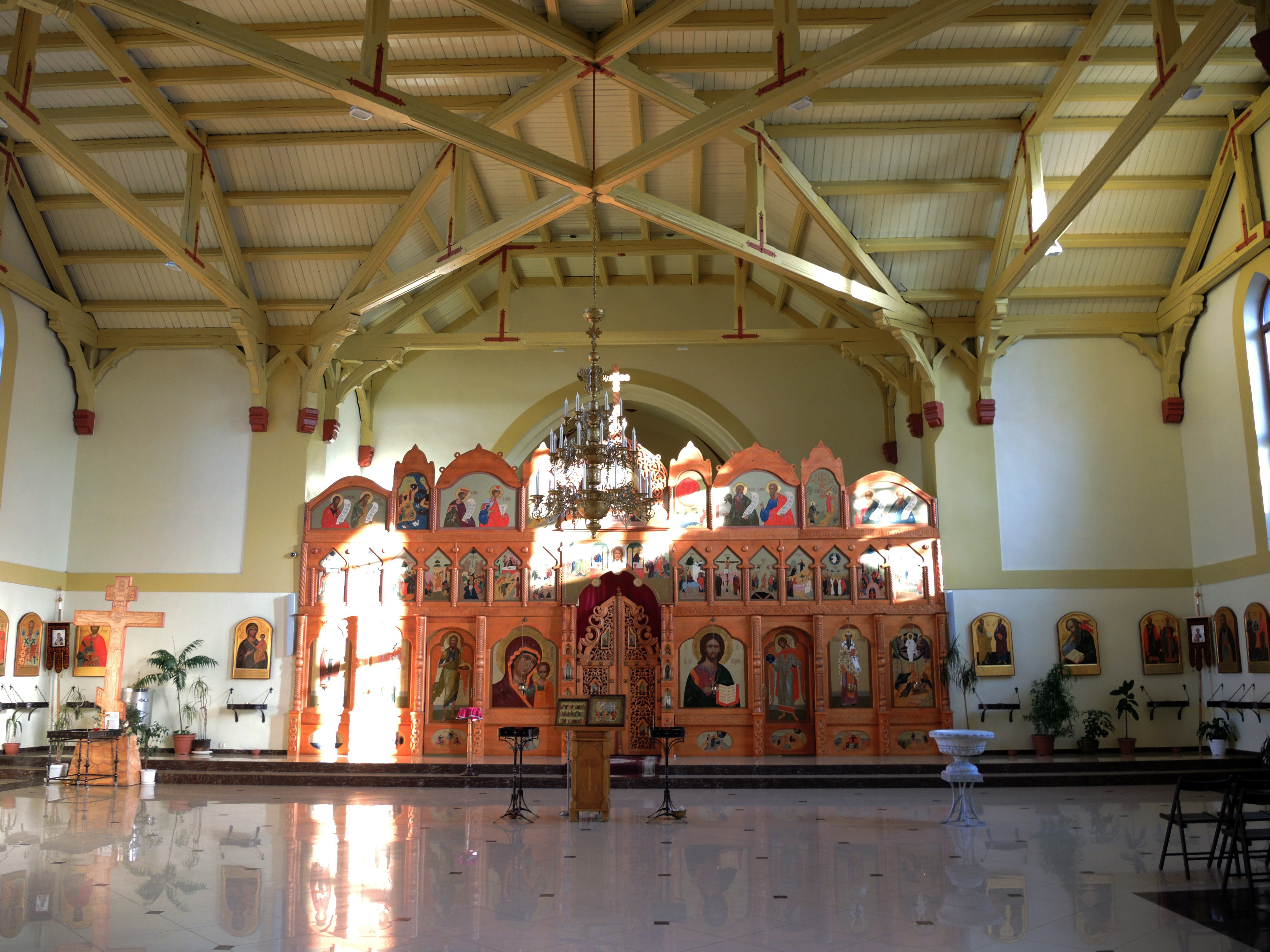
Wnętrze cerkwi